# Golden Coast
Le Golden Coast est un festival de musique français centré sur le rap français. Organisé à Corcelles-les-Monts, près de Dijon, sa première édition a lieu en septembre 2024, la suivante étant prévue en septembre 2025.

## Création
L'idée d'un festival de hip-hop à Dijon est lancée durant la pandémie de Covid-19 par Christian Allex. Celui-ci est le programmateur du Cabaret Vert à Charleville-Mézières, mais également à l'origine de soirées-concerts appelées « Antidote » dans la même ville ainsi qu'à Reims.
Le festival est organisé par une équipe de quatre promoteurs d'événements culturels. parmi eux figurent Please Please, un partenaire régional, PlayTwo Live (co-financé par TF1), la division concerts du label Believe, appelée Live Affair. Le dernier organisateur est Combat Media, un groupe de médias lié à Matthieu Pigasse et possédant notamment Radio Nova et le journal Les Inrockuptibles. C'est le premier festival consacré exclusivement au rap en France, bien que ce genre domine l'industrie musicale dans le pays.
Initialement, le lieu retenu est l'ancienne base aérienne 102 Dijon-Longvic, mais des difficultés pratiques obligent les organisateurs à déplacer le festival à la Combe à la Serpent.

## Historique des éditions

### Première édition  (2024)
La première édition du Golden Coast a lieu à Corcelles-les-Monts, au sud-ouest de Dijon, à la Combe à la Serpent, le 13 et le 14 septembre 2024. Son budget est de 5,5 millions d'euros, avec un soutien de Dijon et de sa métropole. Dès l'annonce, le succès est au rendez-vous et les organisateurs doivent augmenter la jauge.
Elle accueille « entre 25 000 et 27 000 spectateurs par jour », selon Le Parisien, avec 25 000 le vendredi soir et plus de 27 000 le samedi. Le festival compte trois scènes distinctes et des animations sportives et culturelles en parallèle des concerts. Des figures importantes du milieu du rap français sont présentes, comme Favé, Djadja et Dinaz, Josman, Luther, Ninho et Zola (le vendredi soir) ainsi que SCH, Luidji, la Fonky Family, SDM, mais aussi Booba (le samedi soir). Dès l'été 2024, le festival se donne pour objectif d'organiser une deuxième édition l'année suivante,.
Selon un organisateur, « le public est beaucoup plus jeune que dans les autres festivals ». Des mesures de sécurité importantes sont mises en place, avec une forte présence des gendarmes et des contrôles stricts, de l'âge des participants à la possession de drogue.

### Deuxième édition (2025)
Le festival révèle sa programmation complète pour la deuxième édition le 12 mars 2025. Elle doit avoir lieu pendant trois jours, le 5, 6 et le 7 septembre 2025. Au total, 65 artistes sont annoncés (dont 16 DJ), parmi lesquels IAM, Gazo, Tayc, Vald, Bigflo et Oli, Kaaris, VEN1 et MC Solaar. SCH revient pour la deuxième année consécutive. Le budget est cette fois de 7 millions d'euros. Le festival évolue pour diminuer son impact environnemental, avec notamment des toilettes sèches et un partenariat avec la SNCF pour faciliter et diminuer le prix des liaisons ferroviaires depuis les autres régions. Après la révélation de la programmation principale, Gims est annoncé le 24 avril 2025.
Les organisateurs espèrent attirer jusqu'à 90 000 personnes, mais s'inquiètent d'être handicapés par la réduction du Pass Culture et concurrencés par un autre festival de rap, Hypnotize, qui doit avoir lieu le même week-end à Bordeaux. 